# Toni Gruber
Toni Gruber (Weiler im Allgäu, 26 de octubre de 1943-15 de octubre de 2023) fue un piloto alemán de motociclismo, que participó en el Campeonato del Mundo de Motociclismo desde 1967 hasta 1973.

## Biografía
Toni Gruber participó en su primera carrera a los 20 años. Desde 1964 a 1973, pilotó con NSU Sportmax, Bultaco, Norton, Maico y Yamaha , primero con licencia nacional en 1967 y con licencia internacional un año después. De 1969 a 1972 participó en las carreras por el Campeonato del Mundo de Motociclismo. Su mejor temporada fue en 1970 cuando acabó sexto en la categoría de 125cc. También quedó subcampeón de Alemania de 125cc en dos ocasiones.

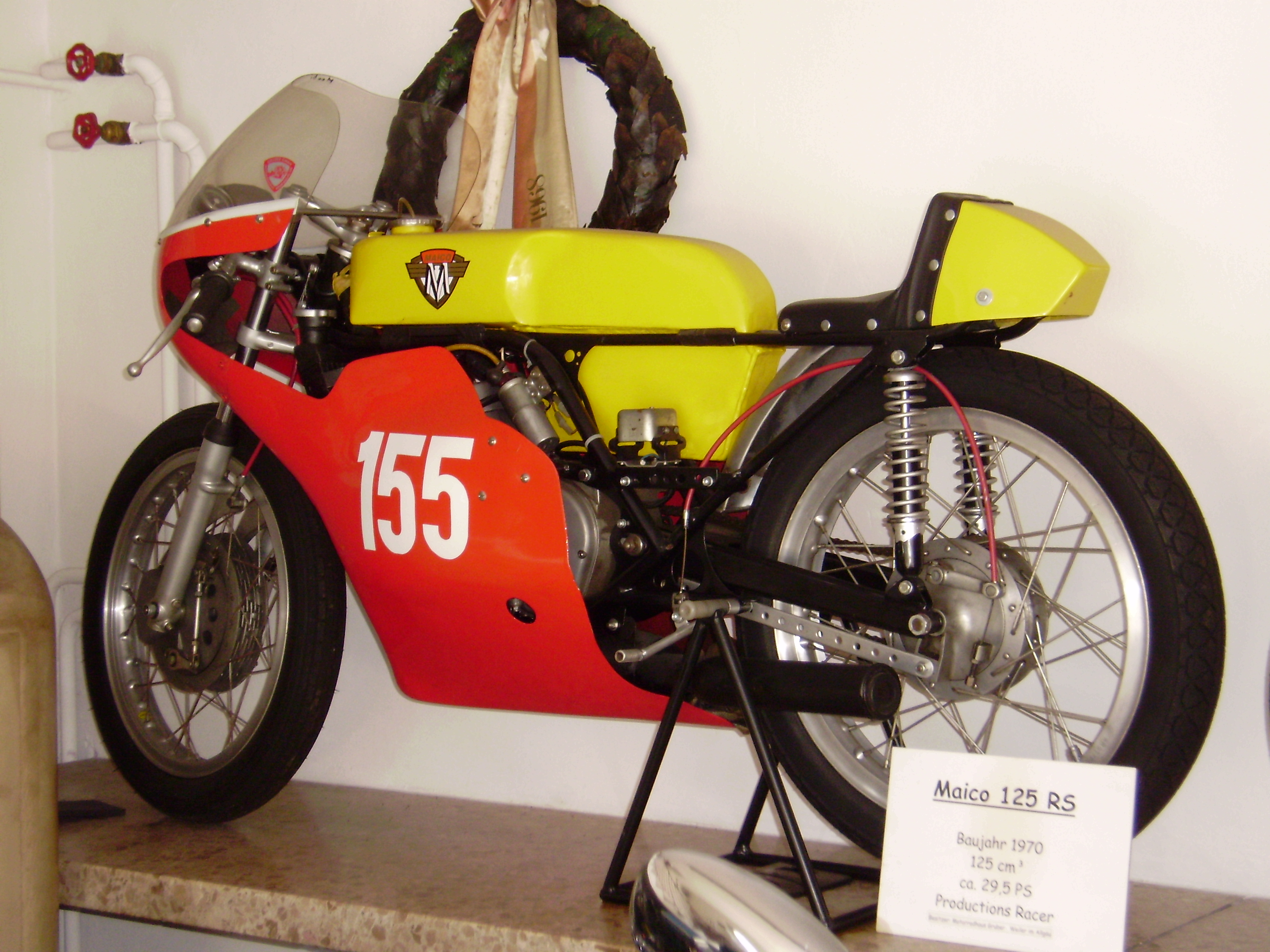
Una Maico 125 RS que se encuentra en el Museo de Toni Gryuber

Cuando acabó su carrera, Toni Gruber se mantuvo apegado al mundo de la motocicleta como empresario. En su casa de Weiler abrió un taller mecánico y un museo de motos donde Gruber tienen sus diplomas, trofeos, artículos de periódicos y legendarias máquinas de carreras. En 2006, Toni Gruber entregó la compañía a su hijo Ralph (también piloto de carreras de enduro ), quien aprendió y creció en la compañía de su padre.

## Resultados en el Campeonato del Mundo
Sistema de puntuación desde 1950 hasta 1968:
| Posición | 1.º | 2.º | 3.º | 4.º | 5.º | 6.º |
| Puntos   | 8   | 6   | 4   | 3   | 2   | 1   |

Sistema de puntuación desde 1969 hasta 1987:
| Posición | 1.º | 2.º | 3.º | 4.º | 5.º | 6.º | 7.º | 8.º | 9.º | 10.º |
| Puntos   | 15  | 12  | 10  | 8   | 6   | 5   | 4   | 3   | 2   | 1    |

### Carreras por año
(Carreras en negrita indica pole position; Carreras en cursiva indica vuelta rápida)
| Año  | Clase | Moto     | 1     | 2       | 3       | 4     | 5      | 6       | 7     | 8     | 9       | 10    | 11     | 12      | 13    | Pts. | Pos. |
| ---- | ----- | -------- | ----- | ------- | ------- | ----- | ------ | ------- | ----- | ----- | ------- | ----- | ------ | ------- | ----- | ---- | ---- |
| 1967 | 250cc | Bultaco  | ESP - | GER 8   | FRA -   | IOM - | NED -  | BEL -   | RDA - | CZE - | FIN -   | ULS - | NAT -  | CAN -   | JPN - | 0    | -    |
| 1969 | 125cc | Maico    | ESP - | GER -   | FRA -   | IOM - | NED -  | BEL Ret | RDA - | CZE - | FIN -   | ULS - | NAT -  | YUG -   |       | 6    | 25.º |
| 1969 | 250cc | Yamaha   | ESP - | GER 5   | FRA -   | IOM - | NED 19 | BEL -   | RDA - | CZE - | FIN -   | ULS - | NAT -  | YUG -   |       | 6    | 25.º |
| 1970 | 125cc | Maico    | GER 4 | FRA 5   | YUG 8   | IOM - | NED 5  | BEL 4   | RDA - | CZE - | FIN -   |       | NAT 9  | ESP Ret |       | 33   | 6.º  |
| 1970 | 250cc | Yamaha   | GER - | FRA Ret | YUG -   | IOM - | NED -  | BEL 9   | RDA - | CZE - | FIN -   | ULS - | NAT 13 | ESP Ret |       | 2    | 41.º |
| 1971 | 125cc | Maico    | AUT - | GER 4   | IOM -   | NED 6 | BEL -  | RDA -   | CZE - | SWE 6 | FIN Ret |       | NAT 8  | ESP -   |       | 21   | 11.º |
| 1971 | 250cc | Yamaha   | AUT - | GER -   | IOM -   | NED - | BEL 15 | RDA -   | CZE - | SWE - | FIN Ret | ULS - | NAT -  | ESP -   |       | 0    | -    |
| 1973 | 125cc | Maico    | FRA - | AUT -   | GER 13  | NAT - | IOM -  | YUG -   | NED - | BEL - | CZE -   | SWE - | FIN -  | ESP -   |       | 0    | -    |
| 1973 | 350cc | ! Yamaha | FRA - | AUT -   | GER Ret | NAT - | IOM -  | YUG -   | NED - |       | CZE -   | SWE - | FIN -  | ESP -   |       | 0    | -    |